# Liste von Zwischenfällen mit der Douglas DC-8
Die Liste von Zwischenfällen mit der Douglas DC-8 zeigt eine Übersicht über Zwischenfälle mit Todesfolge oder Totalschaden von Flugzeugen des Typs Douglas DC-8.
Bei Unfällen mit der DC-8 gab es vom Erstflug 1958 bis Februar 2019 bei 556 gebauten Maschinen 83 Totalverluste. Bei 53 davon kamen 2332 Menschen ums Leben.

## 1960er-Jahre
- Am 16. Dezember 1960 kollidierten über Staten Island (New York City) eine DC-8-11 der US-amerikanischen United Airlines (Luftfahrzeugkennzeichen N8013U) im Landeanflug auf den Idlewild Airport (seit 1963 John F. Kennedy International Airport) mit einer Lockheed Super Constellation der TWA (N6907C), die sich im Sinkflug befand und auf dem New Yorker Flughafen La Guardia landen sollte. Alle 128 Insassen beider Flugzeuge und sechs Menschen in einem Wohngebiet in Brooklyn, wo die in Brand geratene DC-8 aufschlug, kamen ums Leben. Die Kollision war mit 134 Opfern zu diesem Zeitpunkt der schwerste Flugunfall in den USA (siehe auch Flugzeugkollision von New York City).[2][3]

- Am 19. Januar 1961 verunglückte eine DC-8-21 der Aeronaves de México (XA-XAX) mit 97 Passagieren und neun Besatzungsmitgliedern an Bord, als der Start vom Flughafen Idlewild (dem heutigen Flughafen John F. Kennedy International) abgebrochen wurde. Der Zwischenfall wurde durch den dritten, nichtfliegenden Piloten verursacht, der ohne Absprache die Schubhebel betätigt und damit die Leistung der vier Triebwerke reduziert hatte. Bei dem Unfall starben vier Besatzungsmitglieder. Zum Zeitpunkt des Zwischenfalls herrschte schlechtes Wetter und die Startbahn war schneebedeckt. Möglicherweise war auch die Heizung des Pitotrohrs nicht eingeschaltet (siehe auch Aeronaves-de-México-Flug 401).[4]

- 25. April 1961 – Landeunfall einer DC-8-32 der Japan Airlines (JA8003) auf dem Flughafen Tokio-Haneda. Die Maschine brach auseinander und wurde erheblich beschädigt, nach neunmonatiger Wiederherstellung dann aber als DC-8-53 (JA8008) an Japan Air Lines zurückgeliefert.[5]

- Am 30. Mai 1961 stürzte eine DC-8-53, betrieben von der holländischen KLM für die venezolanische VIASA (PH-DCL), fünf Minuten nach dem Start vom Flughafen Lissabon ins Meer. Alle 61 Menschen an Bord starben. Wie es zu dem Unfall kam, konnte bis heute nicht geklärt werden.[6]

- Am 11. Juli 1961 hatte eine DC-8-12 der United Airlines (N8040U) mit 122 Menschen an Bord ein Problem mit der hydraulischen Anlage. Bei der Notlandung auf dem Flughafen Denver/Stapleton platzten zwei Reifen. Das Flugzeug drehte sich und fing Feuer. Die Brandbekämpfung und Rettung der Personen wies in Bezug auf Organisation, Ausrüstung und Personal trotz vorheriger Beanstandungen des Flughafens schwerste Mängel auf. Siebzehn Personen starben (eine davon vom Bodenpersonal), 84 Menschen kamen mit Verletzungen davon (siehe auch United-Air-Lines-Flug 859).[7]

- Am 7. Juli 1962 kollidierte eine DC-8-43 der Alitalia (I-DIWD) auf dem Weg von Sydney über Bangkok und Teheran nach Rom beim Landeanflug auf den Flughafen Bombay mit einem Berg. Die Unfallstelle befand sich nur 1,5 Meter unterhalb des Gipfels. Bei dem durch einen Navigationsfehler ausgelösten Unfall starben alle 94 Menschen an Bord (siehe auch Alitalia-Flug 771).[8]

- Am 20. August 1962 brach der Kapitän einer DC-8-33 der Panair do Brasil (PP-PDT) erst zu einem späten Zeitpunkt den Start seiner Maschine vom Flughafen Rio de Janeiro-Galeão ab. Das Flugzeug überrollte das Landebahnende und stürzte ins Meer. Bei den Flugunfalluntersuchungen wurde festgestellt, dass zwar die Bremsen betätigt wurden, die Schubumkehr jedoch nach den Beschädigungen aller Triebwerke nicht mehr funktionierte. Die Notbeleuchtung funktionierte nicht, und die Passagiere waren weder über die Lage der Notausgänge noch die Benutzung der Schwimmwesten informiert worden. Nachdem das Flugzeug etwa 100 Meter abgetrieben war, sank es innerhalb von 25 Minuten. Von 105 Personen an Bord kamen 15 ums Leben (siehe auch Panair-do-Brasil-Flug 026).[9]

- Am 29. November 1963 stürzte eine DC-8F-54 der Trans-Canada Air Lines (CF-TJN) 19 Kilometer nordwestlich des Flughafens Montréal-Dorval (Kanada), fünf Minuten nach dem Start wegen eines Defekts in der Trimmung des Höhenruders ab. Alle 118 Menschen starben (siehe auch Trans-Canada-Air-Lines-Flug 831).[10]

- Am 25. Februar 1964 stürzte eine DC-8-21 der US-amerikanischen Eastern Air Lines (N8607) auf Grund unkorrekter Trimmung wenige Minuten nach dem Start in New Orleans in den Lake Pontchartrain. Alle 58 Insassen der Maschine kamen ums Leben (siehe auch Eastern-Air-Lines-Flug 304).[11]

- Am 4. März 1966 kollidierte eine DC-8-43 der Canadian Pacific Air Lines (CF-CPK) bei Dunkelheit und schlechten Sichtverhältnissen vor der Landebahn des Flughafens Tokio-Haneda mit der Anflugbefeuerung und flog ins Wasser. Der Unfall kostete 64 der 72 Insassen das Leben (siehe auch Canadian-Pacific-Airlines-Flug 402).[12]

- Am 4. Juli 1966 kamen an Bord einer DC-8-52 der Air New Zealand (ZK-NZB) bei einem Absturz kurz nach dem Start zwei der fünf Besatzungsmitglieder ums Leben. An Bord der Maschine befanden sich keine Passagiere.[13]

- Am 5. März 1967 verunglückte eine DC-8-33 der brasilianischen VARIG (PP-PEA) auf dem Flug von Rom nach Monrovia. Der Kapitän hatte versäumt, rechtzeitig vor der Landung den Sinkflug einzuleiten. Als er die Befeuerung des Flughafens von Monrovia erblickte, leitete er bei schlechten Sichtverhältnissen einen zu steilen Sinkflug nach Sichtflugregeln ein. Die DC-8 schlug 1,8 Kilometer vor der Landebahn auf (Controlled flight into terrain). Dabei starben der Flugingenieur, 50 Passagiere und fünf Personen am Boden. Von den restlichen Insassen überlebten 21 Passagiere und 18 Besatzungsmitglieder den Unfall. Im Untersuchungsbericht wurde kritisiert, dass die 18 überlebenden Besatzungsmitglieder sich nicht sonderlich bemühten, bei der Evakuierung der verbliebenen Passagiere im Flugzeug mitzuwirken (siehe auch VARIG-Flug 837).[14][15]

- Am 19. Mai 1967 rollte eine DC-8F-54 der Air Canada (CF-TJM) auf einem Trainingsflug im Landeanflug auf den Flughafen Ottawa zur Seite und stürzte im Rückenflug zu Boden. Alle drei Besatzungsmitglieder kamen ums Leben. Im Untersuchungsbericht warfen die Flugunfallermittler der Besatzung vor, ein Trainingsflugmanöver unter Bedingungen durchgeführt zu haben, die ein Behalten der Kontrolle über die Maschine unmöglich machten (siehe auch Flugunfall einer Douglas DC-8 der Air Canada bei Ottawa).[16]

- Am 28. April 1968 verunglückte eine Douglas DC-8-31 der US-amerikanischen Capitol International Airways (N1802) auf dem Flughafen Atlantic City. Die vier Besatzungsmitglieder, die einen Trainingsflug absolvierten, überlebten den Zwischenfall. Das Flugzeug wurde als Totalverlust abgeschrieben.[17]

- Am 2. August 1968 schlug eine DC-8-43 der Alitalia (I-DIWF) auf dem Weg von Rom über Mailand nach Montreal etwa 11 Kilometer vor der Landebahn in Mailand auf. Von den 95 Personen an Bord verloren 13 ihr Leben.[18]

- 22. November 1968 – Eine DC-8-33 der Japan Airlines (JA8032) schlug bei dichtem Nebel etwa vier Kilometer vor der Landebahn des Flughafens San Francisco auf dem Wasser auf. Alle 120 Passagiere und Besatzungsmitglieder überlebten den Unfall. Das Flugzeug wurde später geborgen, repariert und wieder in Dienst gestellt.[19]

- Am 13. Januar 1969 verunglückte eine DC-8-62 der SAS Scandinavian Airlines (LN-MOO) beim Landeanflug auf den Los Angeles International Airport. Die Maschine stürzte etwa 11 Kilometer vor der Landebahn in den Pazifik, wobei 15 von 45 Menschen an Bord ums Leben kamen. Als Ursache gilt menschliches Versagen (siehe auch Scandinavian-Airlines-System-Flug 933).[20]

## 1970er-Jahre
- Am 5. Juli 1970 fuhr der Kopilot einer DC-8-63 der Air Canada (Luftfahrzeugkennzeichen CF-TIW) im Endanflug auf Toronto die Störklappen versehentlich vollständig aus. Beim Versuch durchzustarten setzte das Flugzeug für einen kurzen Moment sehr hart auf der Landebahn auf, wobei ein Triebwerk abriss und eine Tankhülle beschädigt wurde. Nach dem Abheben zerstörten mehrere Explosionen die rechte Tragfläche. Beim Absturz kamen alle 109 Insassen ums Leben (siehe auch Air-Canada-Flug 621).

- Am 27. Juli 1970 führte die Besatzung einer DC-8-63AF der US-amerikanischen Flying Tiger Line (N785FT) bei schlechten Sichtverhältnissen einen Anflug mittels Präzisionsanflugradar auf die Luftwaffenbasis Okinawa-Naha durch. Dabei ließ sie das Flugzeug so weit unter den Gleitpfad sinken, dass die Maschine 670 Meter vor der Landebahn auf dem Wasser aufschlug. Bei diesem CFIT (Controlled flight into terrain) starben alle vier Besatzungsmitglieder (siehe auch Flying-Tiger-Line-Flug 45)[21]

- Am 8. September 1970 stürzte eine DC-8-63CF der US-amerikanischen Trans International Airlines (N4863T) nach dem Start vom John F. Kennedy International Airport aufgrund eines blockierten Höhenruders ab. Alle 11 Personen an Bord der Maschine kamen ums Leben (siehe Trans-International-Airlines-Flug 863).[22]

- Am 15. September 1970 verunglückte eine Douglas DC-8-62 der italienischen Alitalia (I-DIWZ) bei einer harten Landung auf dem Flughafen New York-Idlewild (USA). Die Flugverkehrskontrolle leitete das Flugzeug unter IFR-Bedingungen und in Ermangelung eines funktionierenden ILS-Gleitpfades zu hoch und hatte es zu nahe an der Landebahn positioniert. Die Entscheidung des Flugkapitäns, den Umkehrschub zu nutzen und keinen Fehlanflug durchzuführen, führte dazu, dass das Flugzeug sehr hart aufsetzte und begann, nach links zu gieren. Es machte einen Ringelpiez (Luftfahrt) und kam mit hinter der Tragfläche aufgerissenem Rumpf und drei der vier Triebwerke abgetrennt zum Liegen. Alle 156 Insassen überlebten den Unfall. Das Flugzeug wurde zerstört.[23]

- Am 27. November 1970 hob eine mit Soldaten besetzte DC-8-63 der US-amerikanischen Capitol International Airways (N4909C) auf dem Weg nach Cam Ranh Bay in den Vietnamkrieg beim Start in Anchorage (Alaska, USA) aufgrund eines ungeklärten Fehlers im Bremssystem mit blockierten Bremsen nicht ab und schoss über das Ende der Landebahn hinaus. Das Problem wurde zu spät von den Piloten bemerkt. Von den 229 Insassen starben 47, 182 überlebten (siehe auch Capitol-International-Airways-Flug C2C3/26).[24]

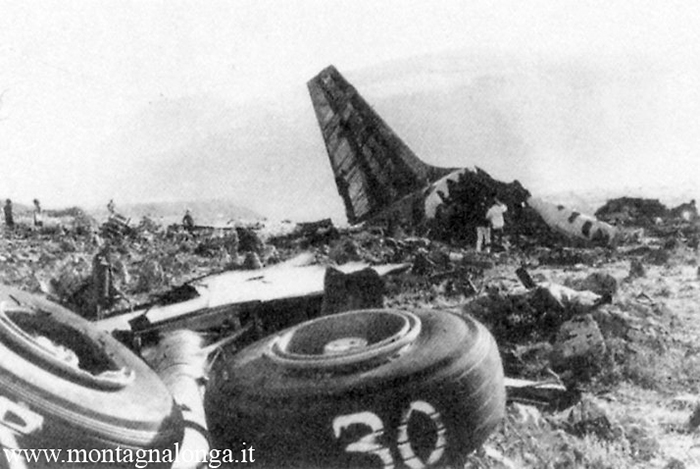
Wrack der Alitalia DC-8, 1972

- Am 5. Mai 1972 verunglückte eine DC-8-43 der Alitalia (I-DIWB) während ihres nächtlichen Landeanflugs auf Palermo, als die Piloten nicht die üblichen Anflugverfahren ausgeführt hatten und die Maschine in einen Berg flogen. Bei diesem CFIT (Controlled flight into terrain) wurden alle 115 Menschen an Bord getötet (siehe auch Alitalia-Flug 112).[25]

- Am 14. Juni 1972 kollidierte eine DC-8-53 der Japan Airlines (JA8012) während des Landeanfluges rund 20 Kilometer vor dem Flughafen Delhi (Indien) mit einem Hindernis und zerschellte am Boden, wobei 82 der 87 Menschen an Bord sowie 3 am Boden starben.[26]

- Am 6. Juli 1972 wurde eine aus Madrid kommende DC-8-52 der spanischen Aviaco (EC-ARA) 21 Kilometer vor dem Flughafen Gran Canaria ins Meer geflogen. Bei diesem CFIT (Controlled flight into terrain) starben alle 10 Besatzungsmitglieder an Bord der Maschine. Es befanden sich keine Passagiere an Bord, da die Maschine sich auf einem Positionierungsflug befand, um Touristen von Gran Canaria nach Hamburg auszufliegen.[27]

- Am 24. September 1972 befand sich eine DC-8-53 der Japan Airlines (JA8013) im Anflug auf den Flughafen Bombay, als die Piloten statt des internationalen Flughafens irrtümlich den kleineren Flugplatz Bombay-Juhu in dessen Nähe ansteuerten. Bei der Landung schoss die Maschine über die mit 1143 m Länge viel zu kurze Landebahn hinaus. Unter den 122 Insassen gab es keine Todesopfer, allerdings wurde das Flugzeug irreparabel beschädigt.[28]

- Am 28. November 1972 verlor eine Douglas DC-8-62 der Japan Airlines (JA8040) kurz nach dem Start vom Flughafen Moskau-Scheremetjewo plötzlich an Höhe und stürzte nach einem Strömungsabriss zu Boden. Von den 76 Menschen an Bord starben 62 (siehe auch Japan-Air-Lines-Flug 446).[29]

- Am 10. Mai 1973 verunglückte eine DC-8-30 der Thai Airways International (HS-TGU) bei der Landung auf dem Flughafen Kathmandu. Sie überschoss nach spätem Aufsetzen das Ende der Landebahn, wobei ein Mensch am Boden ums Leben kam. Das Flugzeug wurde zerstört.[30]

- Am 8. September 1973 verließ der Kapitän einer DC-8-63CF der US-amerikanischen World Airways (N802WA), die einen Frachtflug für die USAF von der Travis Air Force Base zum Flughafen Cold Bay (Aleuten) durchführte, die vorgeschriebene Flugroute. Die Maschine überflog ein bergiges Gebiet, in dem sie unzuverlässige Navigationssignale erhielt. Auf einer Höhe von 1060 Metern wurde die Maschine in den 29 Kilometer östlich des Flughafens gelegenen Mount Dutton geflogen. Alle sechs Insassen kamen ums Leben.[31]

- Am 23. März 1974 führten auf der Fairfield-Travis-Air-Force-Base während planungsmäßiger Wartungsarbeiten an einer DC-8-63CF der US-amerikanischen Airlift International (N6164A) Kerosindämpfe zur Explosion eines bordseitigen Haupttanks. Dabei kam eine Person ums Leben. Der Untersuchungsbericht führte den Unfall auf eine fehlerhafte Wartung zurück.[32]

- Am 4. Dezember 1974 wurde eine DC-8-55 der niederländischen Martinair (PH-MBH) im Anflug auf Colombo in einen Berg geflogen. Bei diesem CFIT (Controlled flight into terrain) wurden alle 191 Personen an Bord getötet – 182 indonesische Passagiere sowie 9 niederländische Crewmitglieder (siehe auch Martinair-Flug 138).[33][34]

- Am 6. Oktober 1976 wurde eine vom Airport Barbados gestartete DC-8-43 der Cubana (CU-T1201) durch einen Terroranschlag auf dem Weg über den Flughafen Kingston nach Kuba zerstört. Alle 73 Insassen, 48 Passagiere und 25 Besatzungsmitglieder, wurden getötet. Zwei Bomben wurden durch eine CIA-nahe Terrororganisation des Exilkubaners Luis Posada Carriles an Bord gebracht. Die Zündung erfolgte während des Steigflugs, so dass die Maschine acht Kilometer westlich des Startflughafens ins Meer stürzte. Luis Posada Carriles wurde bis heute nicht für seine Tat durch die USA bestraft. Unter den Passagieren befanden sich 24 Mitglieder der kubanischen Fechtmannschaft, die gerade alle Goldmedaillen in der zentralamerikanischen und karibischen Meisterschaft erhalten hatten (siehe Cubana-Flug 455).[35]

- Am 13. Januar 1977 kam es bei einer Douglas DC-8-62AF-Frachtmaschine der Japan Airlines (JA8054) kurz nach dem Start vom Flughafen Anchorage (Alaska) zu einem Strömungsabriss; sie stürzte zu Boden. Alle fünf Besatzungsmitglieder der Maschine starben, einschließlich des stark betrunkenen US-amerikanischen Kapitäns (siehe auch Japan-Air-Lines-Cargo-Flug 8054).[36]

- Am 4. März 1977 schlug eine DC-8-63CF (N8635) auf einem Frachtflug, der von der US-amerikanischen Overseas National Airways im Wetlease für die französische UTA durchgeführt wurde, bei Dunkelheit etwa 800 Meter vor der Landebahn des Flughafens Niamey (Niger) auf. Bei dem Unfall kamen zwei der vier Besatzungsmitglieder ums Leben (siehe auch Flugunfall einer Douglas DC-8 der Overseas National Airways in Niamey).[37]

- Am 18. April 1977 hob eine Douglas DC-8-53 der Philippine Airlines (RP-C803) beim Start auf dem Flughafen Tokio-Haneda (Japan) schon nach 1000 Metern Rollstrecke verfrüht ab, kippte nach links, setzte wieder auf und geriet von der Startbahn ab, bevor sie 800 Meter weiter auf dem Gras rutschte. Als sie zum Stillstand kam, waren alle Triebwerke und das Fahrwerk abgerissen. Alle 140 Insassen, dreizehn Besatzungsmitglieder und 127 Passagiere, überlebten den Unfall. Ursachen waren der Ausfall der Antriebsarm-Baugruppen für die linke Höhenruderzunge und das Rad für die Höhenruderverriegelung.[38]

- Am 27. September 1977 flog eine DC-8-62 der Japan Airlines (JA8051) beim Anflug auf den Flughafen Kuala Lumpur-Subang (Malaysia) 6,5 Kilometer vor der Landebahn in einen niedrigen Hügel. Von den 79 Menschen an Bord starben 34.[39]

- Am 18. Dezember 1977 flog eine Douglas DC-8F-54 „Jet Trader“ (N8047U) der US-amerikanischen United Airlines auf einem Frachtflug aufgrund eines Fehlers in der Elektrik Warteschleifen über Salt Lake City. Für einen Zeitraum von siebeneinhalb Minuten unterbrachen die Piloten dabei den Funkkontakt zur Flugsicherung, um mit Technikern der United Airlines auf einer anderen Funkfrequenz die weitere Vorgehensweise abzustimmen. In dieser Zeit flog die Maschine in ein bergiges Gebiet. Als der Funkkontakt wieder hergestellt werden konnte, wies der diensthabende Fluglotse die Besatzung an, sofort eine Linkskurve zu fliegen und in den Steigflug überzugehen. Sekunden später zerschellte die DC-8 an einem Berghang in 2200 Metern Höhe. Die dreiköpfige Besatzung kam ums Leben (siehe auch United-Airlines-Flug 2860).[40]

- Am 15. November 1978 unterschritt eine DC-8-63CF der isländischen Loftleiðir (TF-FLA) im Anflug auf Colombo (Sri Lanka) bei Dunkelheit die Mindestsinkflughöhe und schlug zwei Kilometer vor dem Bandaranaike International Airport auf. Die Maschine sollte im Auftrag von Garuda Indonesia einen Haddsch-Charterflug von Dschidda (Saudi-Arabien) nach Surabaya (Indonesien) durchführen. In Colombo war ein technischer Zwischenstopp vorgesehen. An Bord befanden sich 249 Passagiere, von denen 175 ums Leben kamen, sowie 13 Besatzungsmitglieder, von denen acht starben (siehe auch Loftleiðir-Flug 001).[41]

- Am 28. Dezember 1978 machte eine DC-8-61 der United Airlines (N8032U) kurz vor dem Flughafen Portland (Oregon) eine Bruchlandung im Wald. Der Maschine war der Treibstoff ausgegangen, während sie sich wegen Fahrwerksproblemen vor der Landung in der Warteschleife befand. Von den 189 Insassen kamen dabei 10 ums Leben (siehe auch United-Airlines-Flug 173).[42]

- Am 7. Oktober 1979 überrollte eine aus Genf kommende DC-8-62 der Swissair (HB-IDE) wegen einer zu spät ausgeführten Landung mit überhöhter Geschwindigkeit und bei unzureichender Bremsung das Ende der Landebahn am Flughafen Athen-Ellinikon, prallte auf eine vier Meter tiefer liegende Straße und geriet in Brand. Von den 144 Passagieren und zehn Besatzungsmitgliedern kamen 14 Personen ums Leben (siehe auch Swissair-Flug 316).[43][44][45]

## 1980er-Jahre
- Am 1. August 1980 wurde eine DC-8-43F der Aeronaves del Peru auf einem Frachtflug von Lima nach Mexiko-Stadt im Sinkflug bei Nebel gegen den Hügel Cerro Lilio, 24 Kilometer vor dem Flughafen geflogen. Drei der sieben Besatzungsmitglieder kamen ums Leben.[46]

- Am 12. September 1980 stürzte eine DC-8-33F der Aeronaves del Peru (OB-R-1143), die sich auf einem Frachtflug von Lima nach Iquitos befand, im Landeanflug in den Dschungel, wobei alle drei Besatzungsmitglieder starben. Zu den Umständen des Unfalls ist nichts weiteres bekannt.[47]

- Am 9. Februar 1982 kam eine Douglas DC-8-61 der Japan Airlines (JA8061) im Landeanflug auf den Flughafen Tokio-Haneda wegen eines absichtsvollen Eingreifens des Piloten (versuchter erweiterter Suizid) vom Landegleitpfad ab und stürzte in die Bucht von Tokio. 24 der 174 Insassen starben (siehe auch Japan-Air-Lines-Flug 350).

- Am 17. September 1982 fielen bei einer DC-8-61 der Japan Airlines (JA8048) nach dem Start vom Flughafen Shanghai-Hongqiao (China) wesentliche Hydrauliksysteme aus. Die Piloten kehrten nach Shanghai zurück und führten eine Notlandung durch, bei der das Flugzeug zerstört, aber keiner der 124 Insassen getötet wurde.[48]

- Am 11. Januar 1983 übersah die Besatzung einer DC-8-54F der US-amerikanischen United Airlines (N8053U), die von Detroit nach Los Angeles fliegen sollte, beim Abarbeiten der Checkliste, dass sich die Höhenflosse noch in der Landestellung befand. Nach dem Abheben rollte die Maschine nach rechts und stürzte infolge eines Strömungsabrisses auf einen Acker. Alle drei Besatzungsmitglieder kamen ums Leben (siehe auch United-Airlines-Flug 2885).[49]

- Am 18. September 1984 startete eine Douglas DC-8-55F der AECA Aeroservicios Ecuatorianos (HC-BKN) vom Aeropuerto Internacional Mariscal Sucre (1960) in Quito für einen Frachtflug zum Flughafen Guayaquil. Beim Abheben gewann die Maschine kaum an Höhe, streifte die Konstruktion des Instrumentenlandesystems hinter der Rollbahn und stürzte in ein Wohngebiet. Am Boden wurden 20 Häuser zerstört und 49 Menschen getötet. Auch die vierköpfige Besatzung der Maschine kam ums Leben. Die Flugunfalluntersuchung ergab, dass vor dem Abflug die Checkliste nicht sauber abgearbeitet wurde, sodass das Flugzeug mit einer fehlerhaften Einstellung der Höhenflosse startete (siehe auch AECA-Flug 767-103).[50]

- Am 18. September 1984 wurde eine Douglas DC-8-54F der kolumbianischen LAC Líneas Aéreas del Caribe (HK-2380) auf der nassen Landebahn am Flughafen Barranquilla (Kolumbien) zu spät aufgesetzt. Beim Versuch, ein Überrollen des Landebahnendes durch Einbiegen in einen Rollweg mit hoher Geschwindigkeit zu verhindern, wurde das Flugzeug irreparabel beschädigt. Alle fünf Insassen des Frachtfluges überlebten den Totalschaden.[51]

- Am 12. Dezember 1985 stürzte eine DC-8-63PF der US-amerikanischen Arrow Air (N950JW), die vom amerikanischen Militär gechartert worden war, unmittelbar nach dem Start in Gander, Kanada, ab. Dabei kamen alle 256 Insassen ums Leben. Die Unfallursache konnte nicht eindeutig geklärt werden (siehe auch Arrow-Air-Flug 1285).[52]

- Am 31. März 1988 geriet beim zweiten Startversuch einer DC-8-55F der nigerianischen Arax Airlines (5N-ARH), die einen Frachtflug zum Flughafen Schardscha durchführen sollte, auf dem Flughafen Kairo ein Triebwerk in Brand. Die Maschine verunglückte am Ende der Startbahn, wobei die vierköpfige Besatzung ums Leben kam (siehe auch Flugunfall einer Douglas DC-8 der Arax Airlines bei Kairo 1988).[53]

- Am 7. Juni 1989 wurde eine DC-8-62 der Surinam Airways (N1809E) drei Kilometer vor dem Flughafen Suriname/Zanderij in den Boden geflogen. Bei Nebel flog man zu tief an, unterschritt die vorgeschriebene Entscheidungshöhe um mehr als 110 Meter (360 ft) und kollidierte mit Bäumen. Bei diesem Controlled flight into terrain (CFIT) starben 167 der 178 Passagiere sowie alle neun Besatzungsmitglieder. Der aus den USA ausgeliehene Kapitän hatte die damals gültige Altersgrenze von 60 Jahren bereits um sechs Jahre überschritten und hatte keinen gültigen Überprüfungsflug auf der DC-8 absolviert. Der Erste Offizier flog unter falschem Namen und ohne gültige Lizenz (siehe auch Surinam-Airways-Flug 764).[54]

## 1990er-Jahre
- Am 12. März 1991 verunglückte eine Douglas DC-8-62H der US-amerikanischen Air Transport International (N730PL) beim Start auf dem John F. Kennedy International Airport in New York. Dabei wurde das Flugzeug zerstört, es kam jedoch keine der 5 Personen an Bord ums Leben. Ursache waren durch den Flugingenieur falsch berechnete Start- und Trimmungsdaten, der dafür ein um 45 Tonnen zu niedriges Gewicht angesetzt hatte. Deshalb konnte das Flugzeug nicht abheben.[55]

- Am 11. Juli 1991 stürzte eine DC-8-61 der Nationair Canada (C-GMXQ) nahe dem King Abdulaziz International Airport in Dschidda beim Versuch einer Notlandung ab. Mit 261 Todesopfern handelt es sich um den schwersten Unfall mit einer DC-8. Ursache war zu geringer Reifendruck, der dazu führte, dass zwei Reifen beim Start in Dschidda platzten und das Fahrwerk in Brand geriet. Nach dem Einfahren des Fahrwerks breitete sich das Feuer im Rumpf aus (siehe auch Nigeria-Airways-Flug 2120).

- Am 15. Februar 1992 verstarben alle vier Personen an Bord einer Douglas DC-8-63F der US-amerikanischen Air Transport International (N794AL), als die Crew während eines Durchstartmanövers am Flughafen Toledo Express die räumliche Orientierung verlor und die Maschine 5 Kilometer nordwestlich des Flughafens abstürzte (siehe auch Air-Transport-International-Flug 805).[56]

- Am 15. Oktober 1992 verunglückte eine Douglas DC-8-55 der kolumbianischen LAC Líneas Aéreas del Caribe (HK-3753X) bei der Landung auf dem Flughafen Medellin-Olaya Herrera (Kolumbien). Nach dem Aufsetzen ging die Richtungskontrolle verloren, die Maschine verließ die Landebahn nach links und das Bugfahrwerk brach zusammen. Alle drei Besatzungsmitglieder, die einzigen Insassen des Frachtfluges, überlebten. Das Flugzeug wurde irreparabel beschädigt.[57]

- Am 18. August 1993 stürzte eine DC-8-61F der US-amerikanischen Kalitta American International Airways (N814CK) auf dem American-International-Airlines-Flug 808 im Anflug auf die Guantanamo Bay Naval Base infolge eines Strömungsabrisses ab. Die Maschine zerbrach beim Aufprall, ging in Flammen auf und wurde völlig zerstört. Die drei Besatzungsmitglieder überlebten den potenziell tödlichen Unfall schwer verletzt – insbesondere aufgrund des Umstandes, dass die Cockpitsektion bei dem Aufprall abgerissen und weit von dem brennenden Wrack weggeschleudert wurde (siehe American-International-Airways-Flug 808).[58]

- Am 16. Februar 1995 verunglückte eine Douglas DC-8-63F der US-amerikanischen Air Transport International (N782AL) auf dem Kansas City International Airport. Es wurde versucht, mit nur drei laufenden Triebwerken zu starten, wobei alle drei Crewmitglieder ums Leben kamen. Als Ursache wurde ein Kontrollverlust des Flugzeuges aufgrund zu geringer Erfahrung der Crew mit dieser Startart ermittelt. Der Fluggesellschaft wurde dabei ein Mitverschulden zugeschrieben, da diese es versäumt hätte, eine adäquat ausgebildete Crew einzusetzen (siehe auch Air-Transport-International-Flug 782).[59]

- Am 28. April 1995 überschoss eine aus Miami kommende Douglas DC-8-54AF Jet Trader der US-amerikanischen Millon Air (N43UA), die auf einem Frachtflug durch die Millon Air für Lineas Aereas Mayas betrieben wurde, das Landebahnende in Guatemala-Stadt und stürzte eine Böschung herunter in ein Wohngebiet. An Bord der Maschine gab es keine Todesopfer, jedoch starben sechs Menschen am Boden (siehe auch Millon-Air-Flug 705).

- Am 4. Februar 1996 startete eine leere Douglas DC-8-55F der kolumbianischen LAC Líneas Aéreas del Caribe (HK-3979X) vom Flughafen Asunción zu einem Positionierungsflug zum Flughafen Viracopos bei Sao Paulo, um von dort aus einen Frachtflug durchzuführen. Kurz nach dem Abheben wurde die Leistung zweier Triebwerke gedrosselt. Es kam zu einem Strömungsabriss und die Maschine stürzte zwei Kilometer hinter der Startbahn auf ein Spielfeld. Alle drei Besatzungsmitglieder und der einzige Passagier an Bord kamen ums Leben, außerdem wurden 20 Personen am Boden getötet. Es wurde vermutet, dass die Besatzung den Positionierungsflug genutzt hatte, um ein unautorisiertes Pilotentraining durchzuführen (siehe auch LAC-Colombia-Flug 028).[60]

- Am 22. Dezember 1996 stürzte eine Douglas DC-8-63F der US-amerikanischen Airborne Express (N827AX) auf einem Testflug ab. Neben einer Reihe von anderen Manövern sollte ein Strömungsabriss simuliert werden. Dabei erlitt die Maschine einen tatsächlichen Strömungsabriss, aus dem die Besatzung sie nicht mehr abfangen konnte. Die DC-8 schlug bei Narrows, Virginia auf dem Boden auf. Alle sechs Personen an Bord der Maschine starben (siehe auch Airborne-Express-Flug 827).

- Am 7. August 1997 stürzte eine DC-8-61F der US-amerikanischen Fine Air kurz nach dem Start vom Flughafen Miami ab. Bei dem Unfall kamen alle vier Besatzungsmitglieder sowie eine Person am Boden ums Leben. Die Ermittlungen ergaben, dass die Maschine falsch beladen wurde und deshalb der Schwerpunkt zu weit hinten lag (siehe auch Fine-Air-Flug 101).

## Ab 2000
- Am 16. Februar 2000 ereignete sich der vorerst letzte tödliche Unfall mit einer DC-8. Eine DC-8-71F der US-amerikanischen Frachtfluggesellschaft Emery Worldwide (N8079U) stürzte kurz nach dem Start vom Sacramento Mather Airport (Kalifornien) auf einen Autoschrottplatz. Als Unfallursache wurde eine unzureichende Wartung festgestellt. Diese hatte dazu geführt, dass sich beim Start die Betätigungsstange des rechten Flettner-Ruders löste, dadurch die Höhensteuerung verloren ging und es zum Kontrollverlust kam (siehe auch Emery-Worldwide-Flug 17).[61][62]